# Landgericht Mezzolombardo

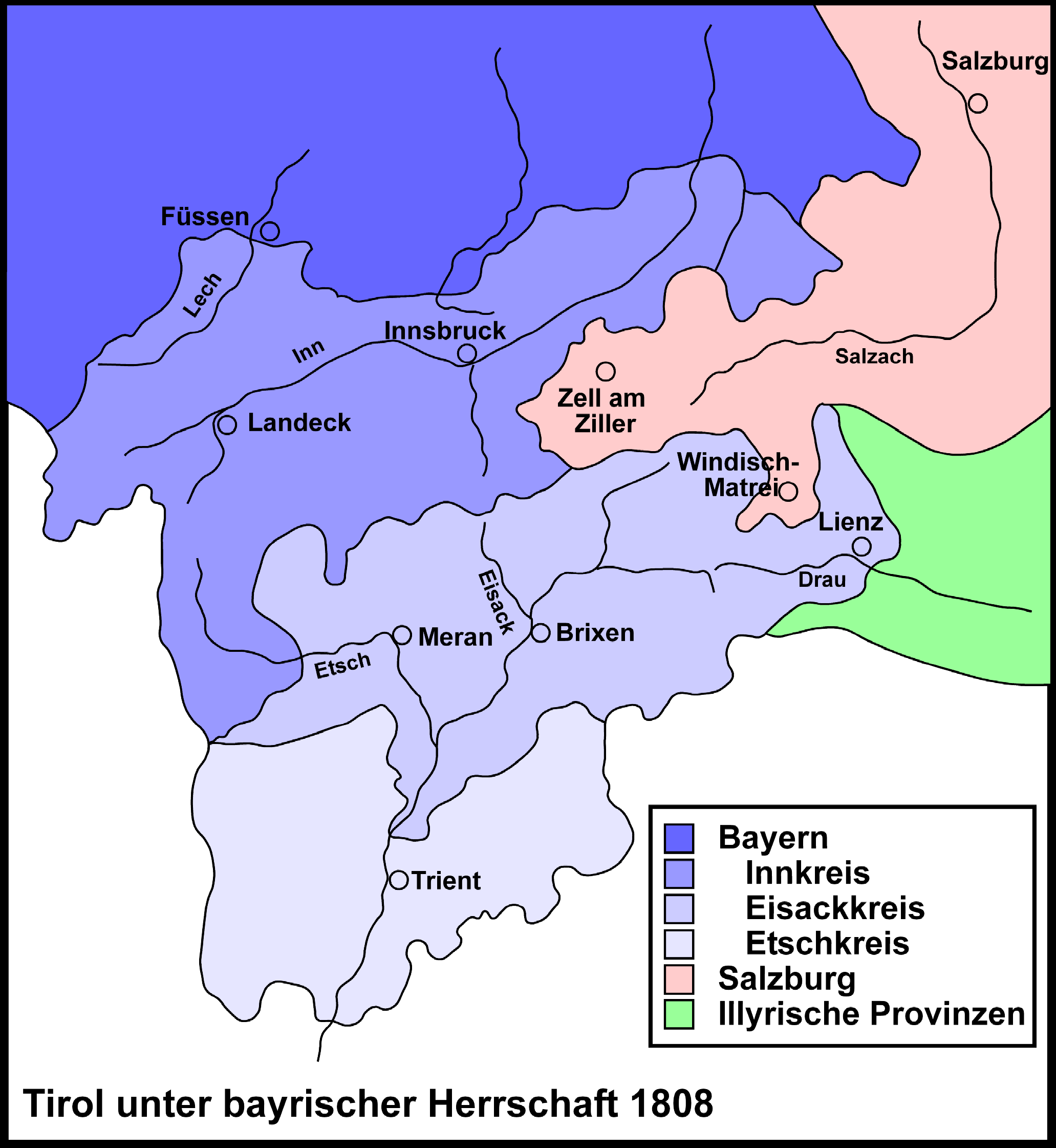
Das Landgericht Mezzolombardo im Etschkreis 1808

Das Landgericht Mezzolombardo war ein von 1805 bis 1810 bestehendes bayerisches Landgericht älterer Ordnung mit Sitz in Mezzolombardo (deutsch veraltet Welsch-Metz) im Trentino. Die Landgerichte waren im Königreich Bayern Gerichts- und Verwaltungsbehörden.

## Geschichte
Im Jahr 1805 wurde nach dem Frieden von Pressburg im Verlauf der Verwaltungsneugliederung Bayerns das Landgericht Mezzolombardo errichtet. Dieses wurde nach der Gründung des Königreichs Bayern dem Etschkreis zugeschlagen, dessen Hauptstadt Trient war.
Peter Adolph Winkopp schreibt im Jahr 1807: „Das Landgericht Mezzolombardo besteht aus den landesfürstlichen Gerichten Mezzolombardo und einem Theile des Ronsberges; ferner aus den inkorporirten Gerichten Cronmez, Spor, Flavons, Belfort, Fai und Zambana, Königsberg und Krumeis; dann den Graf Thunischen Ortschaften. Der Flächeninhalt beträgt 10 Quadratmeilen mit 17.516 Seelen, worunter 5.564 unmittelbar landgerichtlich sind. Der Sitz des Landgerichts ist zu Mezzolombardo; jener des Rentamts aber, welches gleichen Umfang hat, zu Lavis“
Im Jahr 1810 wurde der Etschkreis an das napoleonische Königreich Italien abgetreten.

## Beamte des Landgerichts
Die Namen der Beamten des Landgerichts Mezzolombardo im Jahr 1809 lassen sich aus dem Königlich-Baierischen Regierungsblatt entnehmen.
- Erster Assessor: Vincenz von Tschiedrer
- Zweiter Assessor: Zacharias Sartori
- Aktuar: Georg Puecher